# シアトリズム ファイナルファンタジー カーテンコール
『シアトリズム ファイナルファンタジー カーテンコール』（THEATRHYTHM FINAL FANTASY CURTAIN CALL、略称: TFFCC）は、スクウェア・エニックスから2014年4月24日に発売されたニンテンドー3DS専用ソフト。ニンテンドー3DS LL本体同梱版『シアトリズム ファイナルファンタジー カーテンコール -シアトリズム エディション-』も同時発売されている。

## 概要
本作品はファイナルファンタジーシリーズの楽曲を用いた音楽ゲームで、2012年にリリースされた『シアトリズム ファイナルファンタジー』の続編である。新たな要素としてネットワークによる対戦モードが実装されている。
収録楽曲は前作から追加コンテンツを含めほぼ全ての楽曲が引き継がれているうえ、新たに『ファイナルファンタジーX-2』『ライトニング リターンズ ファイナルファンタジーXIII』などのナンバリング派生作品や『ファイナルファンタジーUSA ミスティッククエスト』『ファイナルファンタジータクティクス』『ファイナルファンタジー・クリスタルクロニクル』『ファイナルファンタジー零式』などといったナンバリング外作品、さらには追加コンテンツとして『ロマンシング サ・ガ』などのシリーズ外の作品までカバーし、膨大な量の楽曲を楽しめるようになった。登場キャラクターも前作（iOS版含む）の全登場キャラクターに加えて多数追加された。
また、前作はCEROが全年齢対象だったが、今作は12歳以上対象に引き上げられている。

## ゲームシステム

### 新要素

#### バーサスバトル
コンピュータまたは他のプレイヤーとの対戦モード。BMSの曲からプレイする曲及び難易度を選択してプレイし、スコアで勝敗が決まる。

他のモードと異なるルールとして、トリガー入力およびモンスターの撃破によってEXゲージがたまり、満タンになるごとに「EXバースト」を発動、ランダムで選択された効果を対戦相手に与える。なお「究極の譜面」選択時のみ、このルールを用いないで対戦することもある（プレイヤー間の対戦では任意に選択可能）。

インターネット通信プレイ対応。

#### クエストメドレー
地図上にランダムに配置された楽曲をプレイしていき、アイテムの入手やボスの討伐を目指すRPG色の強いモード。

前作の「カオス神殿」に相当するモードで、パーティのレベルに応じてクリア時に手に入る次の地図の難易度が変わる。地図の長さによって「ショート」「ミドル」「ロング」の3種類があり、すれちがい通信によってプレイヤー間での地図のやり取りができる。

#### コレカクリスタリウム
手に入れた「コレカ」を消費し、キャラクターのステータスを強化できる。

### その他前作からの主な変更点
- 曲が大幅に増えたことによりソート機能が追加され、お気に入りの楽曲のみや、ランダムでのプレイが可能になった。
- ボタン操作に対応した。これに合わせて操作方法ごとに「プレイスタイル」が設定されるようになった。
- タッチ効果音を数十種類の候補の中から選べるようになった。
- それぞれの曲について、最初から全難易度を選択可能になった。
- アビリティやアイテムを装備しない「すっぴん」状態でもフィーチャーゾーンが発生するようになった。それに伴い「すっぴん」状態でのスコアボーナスが撤廃され（リズポボーナスは継続）、編成状況に関わらず満点（9999999点）を狙えるようになった。
- プレイによって得られるポイント「リズポ」の上限が、99999ptから999999ptへと大幅に増えた。
- 「シアター」でムービーを見る条件が「該当する曲を一度プレイする」に緩和された。
- レベル99になったキャラクターのレベルを初期化できるようになった。初期化した場合その回数がキャラクターごとに記録され、回数に応じて最大CPにボーナスがつく。
- すれちがい通信で交換する「プロフィカ」に記載されるプレイヤーの情報量が増えた。
- 追加コンテンツとしてダウンロードした曲も、選択時に曲のさわりが流れる等、初期収録曲と同じように扱えるようになった。
- ナンバリングタイトルのEMSは収録されず、前作でEMSだった楽曲は全てFMSかBMSに変更された。
- 各タイトルを追体験する「シリーズモード」が無くなり、前作に収録されていたそれぞれのオープニング・エンディング曲が一部を除いて削除された。

## キャラクター
前作登場キャラクターの出典についてはシアトリズム ファイナルファンタジー#キャラクターを参照。前作のプレイヤーキャラクターは、iOS版のものも含め全員登場する。

### 最初に選べるキャラクター
ゲームスタート時に4人選択できる。選ばなかったキャラクターはクリスタルの欠片を集めることで追加できる。
- 前作からの登場キャラクター - ウォーリア・オブ・ライト、フリオニール、オニオンナイト、セシル、バッツ、ティナ、クラウド、スコール、ジタン、ティーダ、シャントット、ヴァン、ライトニング

ヤ・シュトラ（『ファイナルファンタジーXIV』より）

#### 体験版2で増えるキャラクター
2014年4月9日に配信された「体験版2」のセーブデータがあると、上記と合わせて以下のキャラクターも初期選択候補になる。選ばなかったキャラクターはクリスタルの欠片を集めることで追加できる（体験版2をプレイしていない場合も同様）。
- 前作からの登場キャラクター - コスモス
- 前作（iOS版）からの登場キャラクター - セラ、ラムザ

ティファ 2nd Ver.（『ファイナルファンタジーVII アドベントチルドレン』より）
ザックス（『クライシス コア ファイナルファンタジーVII』より）
ユウナ 2nd Ver.（『ファイナルファンタジーX-2』より）
ライトニング 2nd Ver.（『ライトニング リターンズ ファイナルファンタジーXIII』より）
エース（『ファイナルファンタジー零式』より）
ザッシュ（『ファイナルファンタジーUSA ミスティッククエスト』より）
キアラン（『ファイナルファンタジー・クリスタルクロニクル』より）

### 仲間にできるキャラクター
対応したクリスタルの欠片を集めることで初めてパーティーに追加できる。
- 前作からの登場キャラクター - セーラ姫、ミンウ、シド、リディア、カイン、ファリス、ロック、エアリス、セフィロス、サイファー、ビビ、ユウナ、プリッシュ、アーシェ、スノウ
- 前作（iOS版）からの登場キャラクター - セリス、ティファ、リノア、ガーネット、アーロン、バルフレア、ホープ

エッジ（『ファイナルファンタジーIV』より）
レナ（『ファイナルファンタジーV』より）
ガラフ（『ファイナルファンタジーV』より）
エドガー（『ファイナルファンタジーVI』より）
バレット（『ファイナルファンタジーVII』より）
ラグナ（『ファイナルファンタジーVIII』より）
エーコ（『ファイナルファンタジーIX』より）
ジェクト（『ファイナルファンタジーX』より）
リュック 2nd Ver.（『ファイナルファンタジーX-2』より）
パイン（『ファイナルファンタジーX-2』より）
アフマウ（『ファイナルファンタジーXI』より）
リリゼット（『ファイナルファンタジーXI』より）
フラン（『ファイナルファンタジーXII』より）
ヴァニラ（『ファイナルファンタジーXIII』より）
ノエル（『ファイナルファンタジーXIII-2』より）
マキナ（『ファイナルファンタジー零式』より）
レム（『ファイナルファンタジー零式』より）
アグリアス（『ファイナルファンタジータクティクス』より）

### 特殊条件で仲間になるキャラクター
カオス（『ディシディア ファイナルファンタジー』より）

### 販売キャラクター（有料）
追加コンテンツとして購入すると使用できる。
ローザ（『ファイナルファンタジーIV』より）
クルル（『ファイナルファンタジーV』より）
ユフィ（『ファイナルファンタジーVII』より）
ヴィンセント（『ファイナルファンタジーVII』より）
アーロン 2nd Ver.（『ファイナルファンタジーX』より）
オルランドゥ（『ファイナルファンタジータクティクス』より）
クラウド 2nd Ver.（『ファイナルファンタジーVII アドベントチルドレン』より）

### サポートキャラクター
モーグリ
前作の役割を引き継いだほか、バーサスバトルのナビゲーションも担当する（声：諸星すみれ）。
チョコボ
前作同様FMSに登場するほか、BMSのフィーチャーゾーンにおいて召喚が失敗した際、代わりに登場するようになった。
デブチョコボ
初登場。FMSで登場することがあり、レアなアイテムを入手しやすい。

### モンスター
初登場のもののみ記載。また前作に登場済のモンスターでも色違いが多数追加された。
通常モンスター
- ボムキング
- ジャボテンダー
- キングベヒーモス
- サハギン
- 魔導アーマー
- レノ
- こうてい
- グゥーブー
- ゴルベーザ
- テュポーン
- トンベリキング

- ズー
- ラミア
- エクスデス
- キャプテン
- クアール
- くらやみのくも
- ケフカ（最終形態）
- 魔女イデア
- リッチ
- ムーバー

- トランス・クジャ
- エルドナーシュ
- モルボルグレート
- ジャンボプリン
- 聖天使アルテマ
- アルティミシア
- イミテーション
- サンドウォーム
- コロッサス
- せきぞう

大モンスター
- ゼロムス
- ブラスカの究極召喚
- アトラス

- 永遠の闇
- オーファン

- 不滅なるもの
- バハムート・震

究極モンスター
- ダイヤウェポン

- ヤズマット

- デスペラードカオス

## 収録曲
太字は初登場。前作収録曲でも曲の長さや譜面が調整されている。

### 製品版に収録されている曲
ファイナルファンタジー
- 戦闘シーン（BMS）
- 中ボスバトル（BMS）※
- ラストバトル（BMS）※
- メイン・テーマ（FMS）
- コーネリア城（FMS）※
- オープニング・テーマ（FMS）
- マトーヤの洞窟（FMS）
- グルグ火山（FMS）※
- 飛空船（FMS）
- 海底神殿（FMS）

※はプレイステーション版の音源。

ファイナルファンタジーII
- 戦闘シーン1（BMS）
- 反乱軍のテーマ（BMS）
- 戦闘シーン2（BMS）
- メインテーマ（FMS）
- 街（FMS）
- ダンジョン（FMS）
- 魔導士の塔（FMS）
- フィナーレ（FMS）

ファイナルファンタジーIII
- バトル1（BMS）
- バトル2（BMS）
- 最後の死闘（BMS）
- クリスタルのある洞窟（FMS）
- 悠久の風（FMS）
- 果てしなき大海原（FMS）
- 水の巫女エリア（FMS）
- ドーガとウネの館（FMS）
- クリスタルタワー（FMS）

ファイナルファンタジーIV
- バトル1（BMS）
- バトル2（BMS）
- ゴルベーザ四天王とのバトル（BMS）
- 最後の闘い（BMS）
- 赤い翼（FMS）
- 愛のテーマ（FMS）
- ファイナルファンタジーIV メインテーマ（FMS）
- トロイア国（FMS）
- ゾットの塔（FMS）
- 飛空艇（FMS）
- 巨人のダンジョン（FMS）

ファイナルファンタジーV
- ファイナルファンタジーV メインテーマ（BMS）
- バトル1（BMS）
- ビッグブリッヂの死闘（BMS）
- 決戦（BMS）
- 最後の闘い（BMS）
- 4つの心（FMS）
- ハーヴェスト（FMS）
- はるかなる故郷（FMS）
- マンボdeチョコボ（FMS）
- 飛空艇（FMS）
- 新しき世界（FMS）
- 光を求めて（FMS）

ファイナルファンタジーVI
- 戦闘（BMS）
- 決戦（BMS）
- 死闘（BMS）
- 妖星乱舞（BMS）
- ティナのテーマ（FMS）
- エドガー・マッシュのテーマ（FMS）
- セリスのテーマ（FMS）
- 飛空艇ブラックジャック（FMS）
- 仲間を求めて（FMS）
- 邪神の塔（FMS）

ファイナルファンタジーVII
- 闘う者達（BMS）
- 更に闘う者達（BMS）
- J-E-N-O-V-A（BMS）
- エアリスのテーマ（BMS）
- 片翼の天使（BMS）
- F.F.VIIメインテーマ（FMS）
- ゴールドソーサー（FMS）
- 星降る峡谷（FMS）
- 空駆けるハイウインド（FMS）
- 最期の日（FMS）

ファイナルファンタジーVIII
- Don't be Afraid（BMS）
- Force Your Way（BMS）
- The Man with the Machine Gun（BMS）
- Maybe I'm a Lion（BMS）
- The Extreme（BMS）
- Blue Fields（FMS）
- Find Your Way（FMS）
- Waltz for the Moon（FMS）
- Fisherman's Horizon（FMS）
- Ride on（FMS）
- The Castle（FMS）
- Ending Theme（FMS）

ファイナルファンタジーIX
- バトル1（BMS）
- バトル2（BMS）
- この刃に懸けて（BMS）
- ハンターチャンス（BMS）
- 守るべきもの（BMS）
- 破滅への使者（BMS）
- 最後の闘い（BMS）
- あの丘を越えて（FMS）
- 眠らない街 トレノ（FMS）
- 飛空艇 ヒルダガルデ（FMS）
- 独りじゃない（FMS）
- その扉の向こうに（FMS）
- Melodies Of Life ～Final Fantasy（FMS）
- いつか帰るところ（FMS）

ファイナルファンタジーX
- ノーマルバトル（BMS）
- シーモアバトル（BMS）
- 挑戦（BMS）
- Otherworld（BMS）
- 召喚獣バトル（BMS）
- 決戦（BMS）
- ザナルカンドにて（FMS）
- スピラの情景（FMS）
- ミヘン街道（FMS）
- 萌動（FMS）
- 素敵だね（FMS）
- 発進（FMS）
- 極北の民（FMS）
- いつか終わる夢（FMS）

ファイナルファンタジーXI
- Battle Theme（BMS）
- "FFXI Opening Theme"（BMS）
- Awakening（BMS）
- Fighters of the Crystal（BMS）
- Ragnarok（BMS）
- Shinryu（BMS）
- Vana'diel March（FMS）
- Ronfaure（FMS）
- Gustaberg（FMS）
- Sarutabaruta（FMS）
- Heavens Tower（FMS）
- Voyager（FMS）
- Selbina（FMS）
- The Sanctuary of Zi'Tah（FMS）

ファイナルファンタジーXII
- FINAL FANTASY ～FFXIIバージョン～（BMS）
- ボス戦（BMS）
- 召喚獣戦（BMS）
- 死闘（BMS）
- 剣の一閃（BMS）
- 自由への闘い（BMS）
- エンディング・ムービー（BMS）
- 王都ラバナスタ/市街地上層（FMS）
- 東ダルマスカ砂漠（FMS）
- 童心（FMS）
- ギーザ草原（FMS）
- モスフォーラ山地（FMS）
- 帝国のテーマ（FMS）

ファイナルファンタジーXIII
- 閃光（BMS）
- 運命への反逆（BMS）
- ブレイズエッジ（BMS）
- 死闘（BMS）
- 宿命への抗い（BMS）
- サンレス水郷（BMS）
- ドレッドノート大爆進!（FMS）
- ガプラ樹林（FMS）
- アルカキルティ大平原（FMS）
- 色のない世界（FMS）

ファイナルファンタジーXIV
- 大地の鼓動（BMS）
- 堕天せし者（BMS）
- 天より降りし力（BMS）
- 過重圧殺！ ～蛮神タイタン討滅戦～（BMS）
- 灼熱の地へ（FMS）
- 西風に乗せて（FMS）
- 静穏の森（FMS）
- 蒼き翼（FMS）
- Answers（EMS）

ファイナルファンタジーUSA ミスティッククエスト
- バトル1（BMS）
- バトル2（BMS）

ファイナルファンタジータクティクス
- Trisection（BMS）
- Antipyretic（BMS）
- Ultema The Nice Body（BMS）
- Prologue Movie（FMS）
- Bland Logo～Title Back（EMS）

ファイナルファンタジーX-2
- ユリパ ファイト No.1（BMS）
- お熱いのをくれてやるよ（BMS）
- 終焉（BMS）
- 異界の深淵（FMS）
- スフィアハンター・カモメ団（FMS）
- 1000の言葉（FFX-2 Mix）（EMS）

ファイナルファンタジー・クリスタルクロニクル
- 怪物の輪舞～ロンド～（BMS）
- 融合、降臨（BMS）
- カゼノネ（FMS）
- アクロス・ザ・ディバイド（FMS）
- 星月夜（EMS）

ファイナルファンタジー・クリスタルクロニクル クリスタルベアラー
- This Is The End For You!（BMS）※『クリスタルクロニクル』シリーズ扱いで上記と共にまとめられている。

ファイナルファンタジーVII アドベントチルドレン
- 闘う者達（Piano Version）（BMS）
- 天来～Divinity II～（BMS）
- J-E-N-O-V-A（FFVII AC version）（BMS）
- Cloud Smiles（FMS）
- 再臨：片翼の天使～Advent: One-Winged Angel～（EMS）

クライシス コア ファイナルファンタジーVII
- エンカウント（BMS）
- ソルジャーの闘い（BMS）
- 自由の代償（BMS）
- 間隙の急襲（FFVII『闘う者達』より）（FMS）
- スラムに咲く花（FFVII『エアリスのテーマ』より）（FMS）
- Theme of CRISIS CORE『継承』（EMS）

チョコボの不思議なダンジョン 時忘れの迷宮
- ダンジョンヒーローXのテーマ（BMS）
- ラファエロ戦（BMS）
- 闇の守護者2（BMS）

ディシディア ファイナルファンタジー
- 「進軍」from DISSIDIA FINAL FANTASY（BMS）
- 「決戦 - arrange -」from FINAL FANTASY VI（BMS）
- 「DISSIDIA - ending -」from DISSIDIA FINAL FANTASY（BMS）
- DISSIDIA FINAL FANTASY【FINAL TRAILER】（BMS）
- 「守るべき秩序」from DISSIDIA FINAL FANTASY（FMS）

ディシディア デュオデシム ファイナルファンタジー
- 「Cantata Mortis」from DISSIDIA 012[duodecim] FINAL FANTASY（BMS）
- DISSIDIA 012[duodecim] FINAL FANTASY【FINAL TRAILER】（BMS）
- 「次元の扉」from DISSIDIA 012[duodecim] FINAL FANTASY（FMS）
- 「Lux Concordiae」from DISSIDIA 012[duodecim] FINAL FANTASY（EMS）

ファイナルファンタジー零式
- 戦- 一騎当千（BMS）
- 戦-白の兵器（BMS）
- 朱雀の炎（BMS）
- 我ら来たれり（EMS）
- 踏みしめる大地（FMS）
- 空翔ける（FMS）
- フィニスの刻（FMS）

ファイナルファンタジーXIII-2
- ラストハンター（BMS）
- 女神の騎士（BMS）
- 混沌の心臓（BMS）
- ヒストリアクロス（FMS）
- グルービーチョコボ（FMS）
- エクリプス（FMS）
- ノエルのテーマ ～最後の旅～（FMS）
- 麗しき軍神（EMS）

ライトニング リターンズ ファイナルファンタジーXIII
- クリムゾンブリッツ（BMS）
- 混沌（BMS）
- LIGHTNING RETURNS（BMS）
- 享楽の都ユスナーン（FMS）
- デッド・デューン ～熱砂の砂漠～（FMS）
- 魂の解放者（EMS）

### 追加コンテンツ（有料）
ファイナルファンタジーII
- 戦闘シーンA（BMS）
- 帝国軍のテーマ（FMS）
- チョコボのテーマ（FMS）

ファイナルファンタジーIII
- 巨大都市サロニア（FMS）

ファイナルファンタジーIV
- もう1つの月（FMS）

ファイナルファンタジーV
- バトル2（BMS）
- 古代図書館（FMS）
- 暁の戦士（BMS）

ファイナルファンタジーVI
- 幻獣を守れ!（BMS）
- ロックのテーマ（BMS）

ファイナルファンタジーVII
- クレイジーモーターサイクル（FMS）
- ルーファウス歓迎式典（FMS）
- オープニング〜爆破ミッション（BMS）

ファイナルファンタジーVIII
- Shuffle or Boogie（BMS）
- Premonition（BMS）
- Balamb GARDEN（FMS）
- The Oath（FMS）
- Liberi Fatali（BMS）

ファイナルファンタジーIX
- ローズ・オブ・メイ（FMS）
- ビビのテーマ（FMS）
- イーファの樹（FMS）
- イプセンの古城（FMS）
- Vamo' alla flamenco（BMS）

ファイナルファンタジーX
- Blitz Off（BMS）
- 雷平原（FMS）
- 浄罪の路（FMS）
- 襲撃（BMS）

ファイナルファンタジーXI
- Tough Battle #2（BMS）
- A New Horizon - Tavnazian Archipelago（FMS）
- Melodies Errant（BMS）
- Iron Colossus（BMS）

ファイナルファンタジーXII
- フォーン海岸（FMS）

ファイナルファンタジーXIII
- 生誕のレイクイエム（BMS）

ファイナルファンタジーXIV
- 善王モグル・モグXII世（BMS）
- 究極幻想（BMS）
- 宿命（BMS）
- 原始の審判（BMS）
- ネメシス（BMS）

ファイナルファンタジータクティクス
- オヴェリアのテーマ（FMS）
- 橋上の戦い（BMS）
- Apoplexy（BMS）

ファイナルファンタジーX-2
- 久遠-光と波の記憶-（FMS）
- アンダーベベル（FMS）
- real Emotion（BMS）

ファイナルファンタジー・クリスタルクロニクル
- 約束のうるおい（FMS）
- 今日が来て、明日になって（FMS）

ファイナルファンタジーVII アドベントチルドレン
- エアリスのテーマ（Piano Version）（FMS）
- 再臨：片翼の天使～Advent: One-Winged Angel～（BMS）※フルバージョン
- Beyond The Wasteland（BMS）
- Battle in the Forgotten City（BMS）

ラストオーダー ファイナルファンタジーVII
- Last Order（BMS）

チョコボの不思議なダンジョン 時忘れの迷宮
- ポップアップデュエル（BMS）
- リヴァイアサン戦（BMS）

ディシディア ファイナルファンタジー
- 「Battle1 -arrange-」from FINAL FANTASY IX（BMS）

ディシディア デュオデシム ファイナルファンタジー
- 「Canto Mortis ～記されぬ戦い～」from DISSIDIA 012[duodecim] FINAL FANTASY（FMS）

ファイナルファンタジー零式
- 我ら来たれり（BMS）※初期収録分と同じ曲のステージ違い
- ゼロ（BMS）

ファイナルファンタジーXIII-2
- クレイジーチョコボ（FMS）

Sa・Ga2 秘宝伝説
- 死闘の果てに（BMS）

ロマンシング サ・ガ
- 下水道（FMS）
- 決戦！サルーイン（BMS）
- バトル1（BMS）
- バトル2（BMS）

ロマンシング サ・ガ2
- 七英雄バトル（BMS）
- オープニングタイトル（FMS）
- ラストバトル（BMS）

ロマンシング サ・ガ3
- 四魔貴族バトル1（BMS）
- ラストバトル（BMS）
- 四魔貴族バトル2（BMS）

サガ フロンティア
- Battle ＃4（BMS）
- Last Battle -T260G-（BMS）

サガ フロンティア2
- Mißgestalt（BMS）

ロマンシング サガ -ミンストレルソング-
- 熱情の律動（BMS）

聖剣伝説 〜ファイナルファンタジー外伝〜
- 聖剣を求めて（FMS）

聖剣伝説2
- 子午線の祀り（BMS）
- 少年は荒野をめざす（FMS）

聖剣伝説3
- Sacrifice Part Three（BMS）
- Swivel（FMS）
- Meridian Child（FMS）

聖剣伝説 レジェンド オブ マナ
- 滅びし煌めきの都市（FMS）

ライブ・ア・ライブ
- MEGALOMANIA（BMS）
- 鳥児在天空飛翔 魚児在河里游泳（FMS）

クロノ・トリガー
- クロノ・トリガー（BMS）
- 世界変革の時（BMS）
- 風の憧憬（FMS）
- カエルのテーマ（BMS）
- 魔王決戦（BMS）
- ボス・バトル2（BMS）
- 時の回廊（FMS）

ゼノギアス
- 飛翔（BMS）

すばらしきこのせかい
- Twister（BMS）
- Calling（FMS）

ニーア ゲシュタルト/レプリカント
- カイネ／救済（FMS）
- イニシエノウタ／デボル（FMS）
- 光ノ風吹ク丘（BMS）
- 魔王（BMS）

ブレイブリーデフォルト フライングフェアリー
- 彼の者の名は（BMS）
- 光と影の地平（FMS）
- 邪悪なる飛翔（BMS）
- 地平を喰らう蛇（BMS）